# Moisei, Maramureș
Moisei (în maghiară Majszin, în germană Mosesdorf) este satul de reședință al comunei cu același nume din județul Maramureș, Transilvania, România.

## Etimologie
Etimologia numelui localității: din n.fam. Moise (< ebr. Mōsheh < rad. egipt. ms(w) „fiu") + suf. -i (în loc de -ești).

## Așezare
Satul Moisei este situat în partea de sud-est a județului Maramureș, la 136 de km față de Baia Mare, la 5 km de Borșa și la 7 km de orașul Vișeu de Sus. Este traversat de două artere principale, DN17 și DN18. 

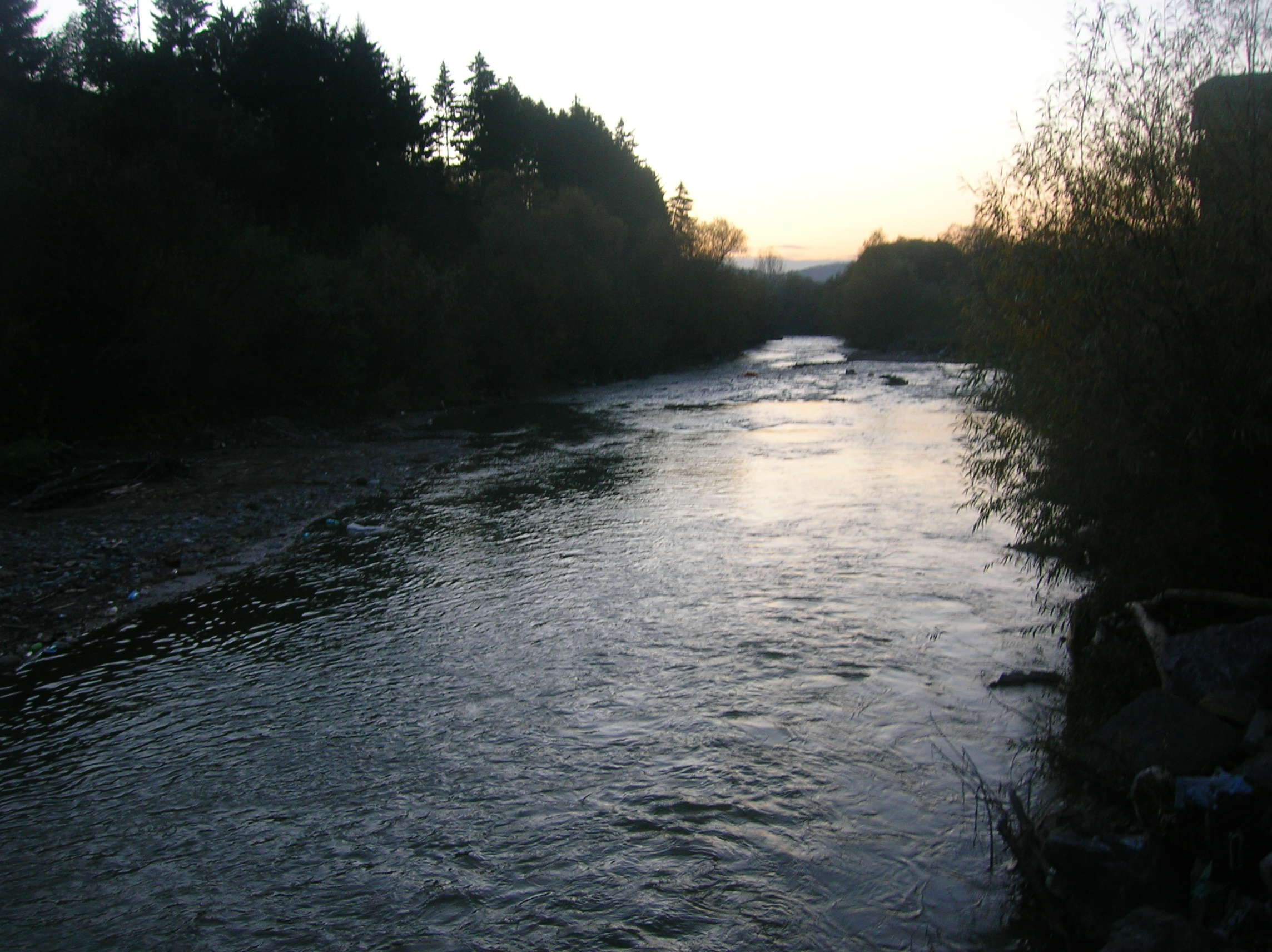
Râul Vișeu, traversând Moiseiul, la apus

Moiseiul se află în Depresiunea Maramureșului, pe valea Vișeului, la poalele Munților Rodnei, având Pietrosu, la sud, și Munților Maramureșului la nord. Tot aici se varsă Izvorul lui Dragoș și Izvorul Negru în râul Vișeu.

## Toponimia
Despre vechimea acestor locuri și despre istoria lor vorbesc toponimele din localitate:
- nume care descriu pozitia, aspectul sau particularitățile locului: Dealul Mare, Măgura Mare, Râpa Morii, Măguricea etc.
- denumiri care vin de la diferite întâmplări din viața comunei și a comunității: Gloduri, Valea Hotarului, Izvorul Negru.
- denumiri care păstrează amintiri din trecut: Saca (Seaca), Valea Secăturii, Valea Rea.
- denumiri derivate de la numele unor persoane: Podul lui Ciuban, Valea Undiului, Valea Pleșii.
- denumiri care atestă originea localității: Dealul Moiseiului.
Munții localității: Pietrosu, Măgura Mare, Troian și Bătrâna
Dealuri: Săcelului, Hlașca, Beresii, Moiseiului, Arșița, Deluț, Znida, Măguricea, Poduri, Stăpan, Purcăreț, Hâgele, Piciorul Gradului, Tunsului, Motoiului, Podul lui Ciuban, Rogorului, Mare, Lazul, Lăcșorul, Jurchii, Leurda, Față, Muncelaș, Alacul, Păroșii, Prisloapa.
Văi: Uncoaiei, Beresii, Rea, Măguricii, Morii, Sânii, Undiului, Săcăturii, Hotarului, Pleșii, Motoiului, Săliștii, Păulenilor (Polenilor), Vășcoaiei (în unele variante, Ivășcoaiei), Ciuban, Pecijnei, Păroșii.
Izvoare: Izvorul lui Dragoș și Izvorul Negru

## Clima și solul
Moiseiul, ca și Depresiunea Maramureșului, are o temperatură medie anuală de 6 grade Celsius. Temperatura maximă a fost de 39 de grade Celsius în anul 1952, iar minima de minus 31 de grade Celsius, în 1954. Cel mai timpuriu îngheț a fost înregistrat în 8 septembrie, iar cel mai târziu în 3 iunie.
Comuna are soluri de păduri brune. brun-gălbui, podzolice și podzolite. Munții din jur au soluri humico-silicate, de pajiști alpine.

## Fauna și flora
În comuna Moisei există aproape 1500 de specii de plante cu flori, ceea ce reprezintă 40 % din totalul plantelor care trăiesc în România.
Etajul alpin este cucerit de capra neagră, cocoșul de munte și marmota.
În pădurile de conifere trăiesc ursul, cerbul carpatin, râsul, căpriorul, jderul de copac, mistrețul și vulpea, iar în ape, păstrăvul, scobarul și lipanul.

## Demografie
Conform recensământului din 1910 populația satului Moisei era de 4.093 de locuitori, dintre care 2.961 români, 1.092 germani și 35 de maghiari.
La recensământul din 1992 au fost consemnați 8.961 de locuitori, dintre care 8.956 români, 2 germani, 2 unguri și un ucrainean.
În 2002, din 9.023 de locuitori erau:
- 9.011 români,
- 7 germani, 4 maghiari și un ucrainean.

Sub aspect confesional au fost consemnați 8.331 de ortodocși, dar și greco-catolici, romano-catolici, reformați (calvini), adventiști de ziua a șaptea și penticostali.
În comuna Moisei există peste 150 de nume, cele mai frecvente fiind Tomoiagă, Coman, Hojda, Ivașcu, Timiș, Grad, Horj, Mihali, Fluțar, Mâț, Vlonga, Ciuban, Pop, Vlașin, Roșca, Ștețcu.
Natalitatea în Moisei a cunoscut variații importante, urmând tendința națională. În prezent, din 2832 de familii, majoritatea au doi sau trei copii și numai 17 familii sunt fără copii. Au existat familii care au avut peste 10 copii, cum ar fi: Coman Gheorghe Ceapă a avut 10 fete și 10 băieți, Tomoiagă Nistor Oacălă, 14 copii, toți în viață, Coman Ioan Birăița a avut 12 copii.

## Economia
În cadrul ocupațiilor tradiționale, cele mai importante sunt agricultura,creșterea animalelor și prelucrarea lemnului. De altfel, în comună sunt amintite fabrici de cherestea din timpuri vechi. În 1932, în locul numit Între Izvoare exista o astfel de fabrică la care lucrau mai mulți moiseieni.
Pentru femei, este tradițională confecționarea portului popular. Cele mai importante produse ale industriei textile tradiționale sunt:
- ștergarele de rudă și de icoane, confecționate din cânepă, bumbac, cu cromatică simplă: roșu, albastru, negru, galben.
- fețele de pernă, ornate în același stil ca ștergarele, au rolul de a îmbrăca pernele, dar și funcție estetică.
- fețele de masă.
- cergile, expresie a spiritului creator al țărăncilor, sunt așezate în interior, pe rudă sau pe ladă, se folosesc în toate activitățile din viața comunității, de la împodobitul cailor, la cununii religioase și înmormântări.
De asemenea, în comună funcționează unități de comerț și prestări servicii.
În anul 1924, în comună existau 2 mori, 2 măcelării, o brutărie, un abator, o ghețărie, trei cizmării și o rotărie. După 1945, în comună s-a mai înființat o fabrică de cherestea și mai apoi un centru de colectare a fructelor de pădure care a ars în 1958, fiind mutat mai apoi la Borșa, unde funcționează și în prezent. În locul său, s-a construit o altă baracă, unde se colectau plante medicinale și mușchi care erau transportate la Dej.
În 1989, în cadrul cooperativei existau 25 de secții de prestări servicii.
După Revoluție, în comună s-au înființat peste 100 de SRL-uri.

## Agricultura
Terenurile comunei se împart: în teren agricol, în total de 7725 de hectare și fondul forestier, de 3538 de hectare.
Terenul agricol arabil este cultivat cu porumb, cartofi, grâu, orz, ovăz, legume, trifoi și lucernă, dar cerealele care se cultivă în Moisei nu ajung pentru hrana întregii populații nici măcar 3 luni pe an.
Pomicultura este o altă ocupație de bază, la care se adaugă creșterea vitelor, cea mai mare parte dintre acestea fiind din rasa Switz, importată din Austria și Elveția.

## Istoric

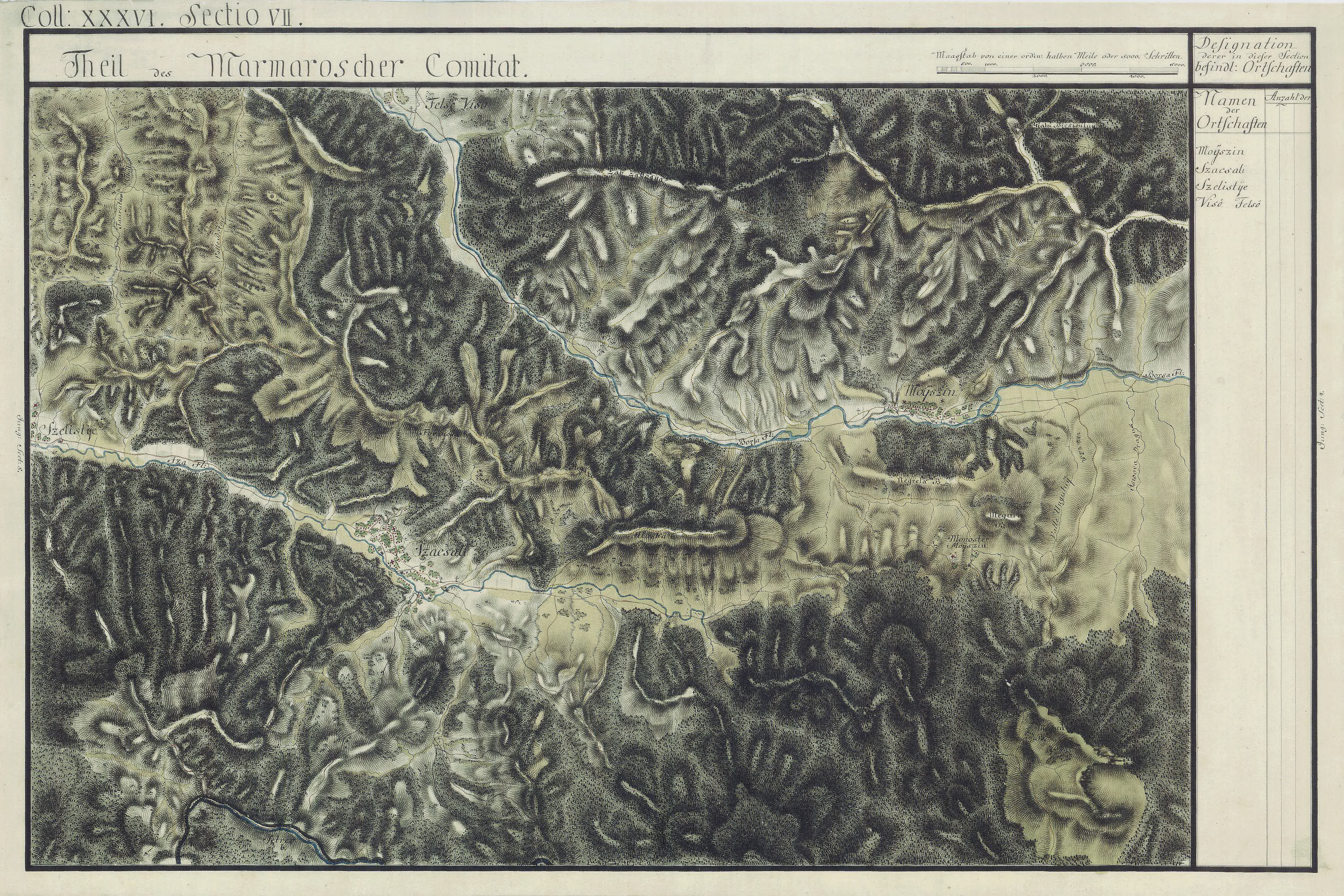
Moisei în Harta Iosefină a Maramureșului, 1782-1785

Ca și personalitate marcantă a secolului XI de pe aceste locuri îl avem pe un anume Iustin, reprezentant al Moiseiului ce a dus faimă a acestui loc. Din păcate, adevărata sa identitate nu a fost descoperită nici până astăzi, deși cercetători în domeniu au analizat analele istorice, și nu numai. Legenda despre acest om misterios încă mai stârnește fiori și azi printre locuitorii zonei, fie ei tineri sau bătrâni.
Moiseiul a făcut parte din cnezatul lui Bogdan, înainte de 1353. La 1365, "Moyse" se află printre cele opt villae ținând de Cuhea, confiscate de la Bogdan și dăruite familiei Drăgoșeștilor.
Localitatea este atestată documentar din 1213, fiind menționată în acel an sub numele de Moyzun. Acesta este textul primei mențiuni documentare a localității Moisei (2 februarie 1365): “Regele Ludovic dăruiește lui Balc, fiul lui Sas, și fraților sei, Drag, Dragomir și Ștefan în recompensa servituțiilor moșia Cuhnea cu pertinențiile sale: Jeud, ambele Vișae, MOYSENI, Borșa și ambele Seliște, confiscate dela Bogdan Vodă eșit la Moldova și căzut sub nota de infidelitate”.
După alte surse, prima atestare datează din 1365 (Moyse).
În Diplomele maramureșene din secolele al XIV-lea, al XV-lea, de Ioan Mihali, apărute în anul 1900, Moiseiul este atestat la 2 februarie 1365, cu mențiunea că este o comună de mult organizată. În aceste diplome, apare sub mai multe nume: Moyse (1365), Moyzey (1465), Moyzen (1465), Moyzyn (1495), Moyszen și Moszey (1828, 1851). Din cele 12 Diplome Maramureșene reise că o parte a pământului comunei Moisei a fost averea unor nobili din Săliște, Vișeu și din alte comune, dobândit ca rezultat al luptelor duse în războaie. Din aceleași diplome rezultă că au avut loc conflicte între obști și juzii locali, pe de o parte, și cnezii de vale, familia Dolhenilor, străină de Maramureș, pentru posedarea localității. Regalitatea ungară a decis aceste conflicte în favoarea uneia sau alteia dintre părți, urmărind permanent subminarea drepturilor de proprietate a obștilor și a fruntașilor locali, pregătind terenul pentru cotropirea definitivă a întregului Maramureș și pentru anexarea lui la Ungaria, proces încheiat în secolul al XVI-lea.
Documentele vremii susțin că numele Moisei vine de la Moise Coman, fiu al comunei, om bogat și cu frică de Dumnezeu.

## Momente importante din istoria Moiseiului
Moiseiul și moiseienii (sau moisenii) au participat la toate momentele importante din istoria regiunii și a țării, dovedindu-și de fiecare dată patriotismul, curajul și onoarea. Moiseienii au luat parte, alături de alți maramureșeni, la bătălia cu tătarii din Moldova, din 1345. Bătălia este câștigată, iar toți vitejii sunt ridicați la rang de nobili (nobles minors). Tot ca răsplată pentru vitejia mai multor familii, au fost înființate composesoratele.
Moiseienii au făcut parte și din celebra armată de sumane negre a regelui Matia Corvin.
Academicianul Ștefan Pascu arată că Moiseiul avea conducător un voievod. Dacă voievodul era șeful cnejilor, înseamnă că un moiseian vrednic a fost ales voievod peste cnejii din zona Moiseiului ce cuprindea mai multe sate.
Mihai, fiul voievodului Ștefan de Dolha, în 1450 se judecă cu cnejii din Săliștea de Sus pentru satul Moisei.
Simion Szaplonczay scria bistrițenilor din Moisei, la 3 iunie 1658, întrebându-i ce nădejde putea lega de sfânta pace și că poartă frică de hoțiile de la marginea Moldovei și Poloniei.
La 1553 Moiseiul era condus de familia Coman și Tomoiagă, veniți din Vișeu cu câte 44 nume, Ivașcu 9, Lușca 16, Gasztalya 17, Dancszl 9 și Szyima 3.
În 1650, Popa Lupu din Moisei avizează Bistrița că din cauza omătului mare nu a putut să meargă cu oile la muntele lor.
În 1672, boierii din Maramureș poftesc călugării din Putna la sfințirea Mănăstirii Moisei, afiliată Putnei, iar egumenul Sava din Putna cere Bistriței pașaport pentru doi călugări, care fiind trimiși să asiste la sfințirea Mănăstirii Moisei, nu pot să se reîntoarcă pe drumul pe care au mers din cauza omătului. Totuși, bisericile maramureșene, ba chiar și Mănăstirea Moisei, cumpărau în tot acest timp (1647-1690) un impresionant număr de cărți bisericești slavone, precum și antimise rusești (rutene).
În anul 1700, episcopul locului Iosif Stoica (aflat sub jurisdicția episcopiei unite a Muncaciului) convoacă un sobor la Moisei „pentru colectarea dajdiei, judecarea proceselor în apel și pentru examinarea preoților cu privire la cunoștințele lor în legătură cu sfintele taine, căci cei mai mulți dintre ei erau neștiutori de carte.”
La ultima invazie a tătarilor (început de secol XVIII), aceștia s-au retras pe Iza și de acolo la Borșa, fiind învinși în locul numit Preluca Tătarilor. Legenda spune că un aport decisiv la victorie l-a avut un fecior al Moiseiului, care, la Podul Cisla, i-a sfătuit pe tătari să meargă pe Vișeuț, nu pe Cisla. Acolo, borșenii, conduși de Alexandru Lupu, i-au strivit, lăsând copacii peste ei. Dacă alegeau celălalt drum, istoria ar fi fost alta. În drumul spre Preluca Tătarilor, năvălitorii au distrus mai multe biserici, printre care și cele două biserici din Moisei: Biserica de sus, a Vlongenilor, și Biserica de jos, a Pop Comăneștilor.
In 1773 a trecut prin Moisei împăratul Iosif al Il-lea, mergând la Borșa. Regele Ferdinand a trecut prin Moisei, la 21 iulie 1923, privind cu ochiul său de botanist masivul Pietrosul Mare și celelalte împrejurimi.
În anul 1912, noul înființat despărțământ al ASTRA (Asociația Transilvană pentru Literatura Română și Cultura Poporului Român) a fost reprezentat, prin Dr. Iuga, la serbările „Astrei”, ținute în 27-28 august la Blaj, la care a fost reprezentată și Asociațiunea prin Dr. V. Chindriș, iar poporul și clerul unit maramureșean, întrunit la Moisei, a expediat o telegramă de adeziune.
Moiseienii au participat și la primul război mondial și 12 dintre ei au căzut pe front: Tomoiagă Ioan Călbău, Coman Vasile a Luchii, Tomoiagă Ștefan Vasoc, Tomoiagă Ioan Ștepuțanu, Bozga Toader, Bozga Nicolae, Fluțar Vasile, Coman Ioan, Tomoiagă Gheorghe, Tomoiagă Ștefan, Tomoiagă Ioan și Ganea Grigore.
În 1918, fruntașii comunei participă, la Vișeu de Sus, la alegerea delegaților pentru Marea Unire de la Alba Iulia de la 1 Decembre 1918. 
Între 1943-1944 au fost aduși din Ardealul ocupat românii în detașamentele de muncă forțată, care au construit cazemate de beton armat, triunghiuri de ciment care au fost puse la bifurcații ca să nu poată trece mașinile și tancurile. De asemenea, s-au construit porți de fier la intrarea dinspre Borșa, la Pecijna, Răscrucile Vechi, dincolo de calea ferată și la Izvorul Negru. Moiseiul era a doua linie de front, prima fiind Prislopul.

## Viața religioasă

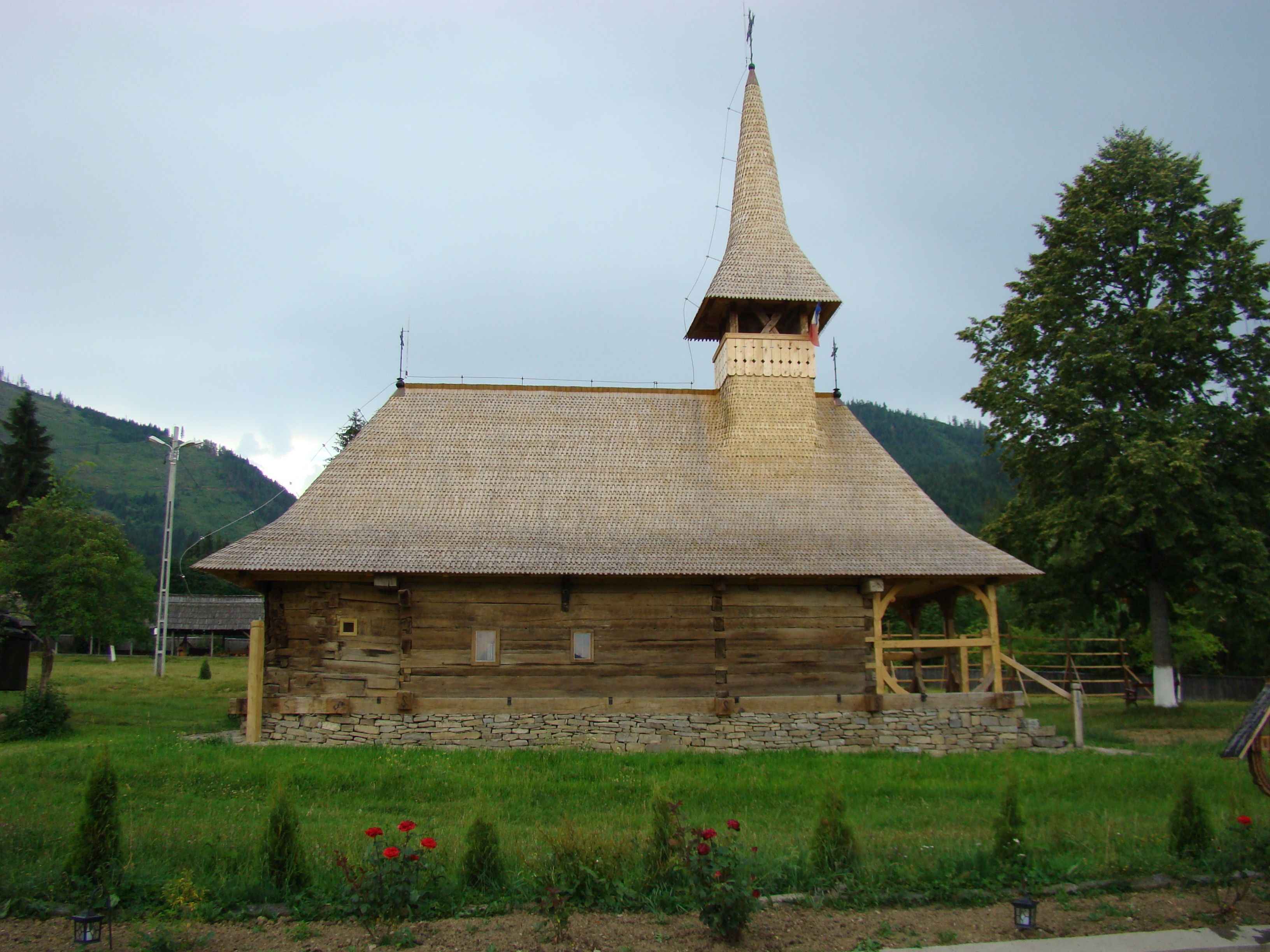
Actuala mănăstire de lemn din Moisei datează de la 1750

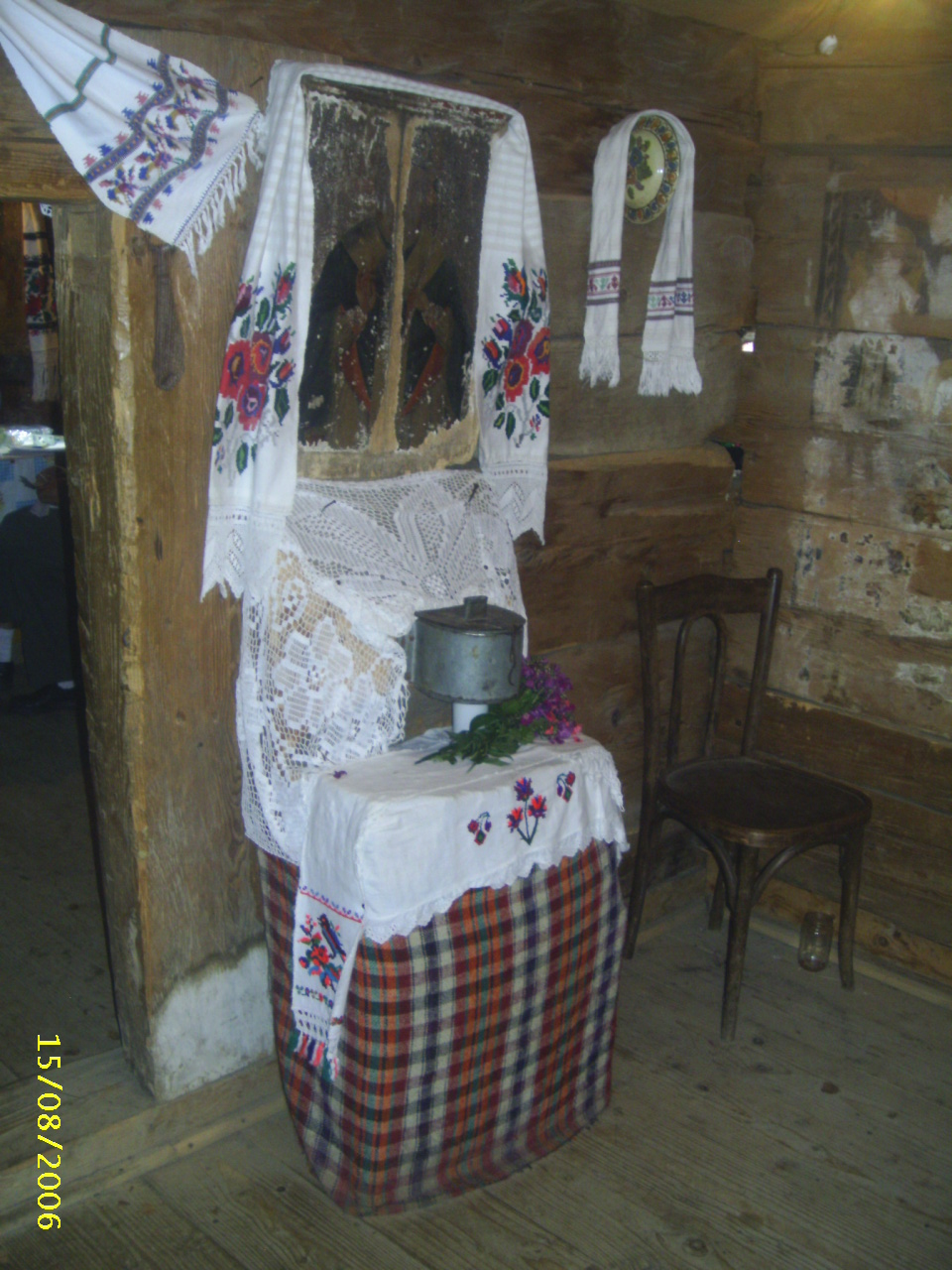
Interior Biserica de lemn Mănăstirea Moisei

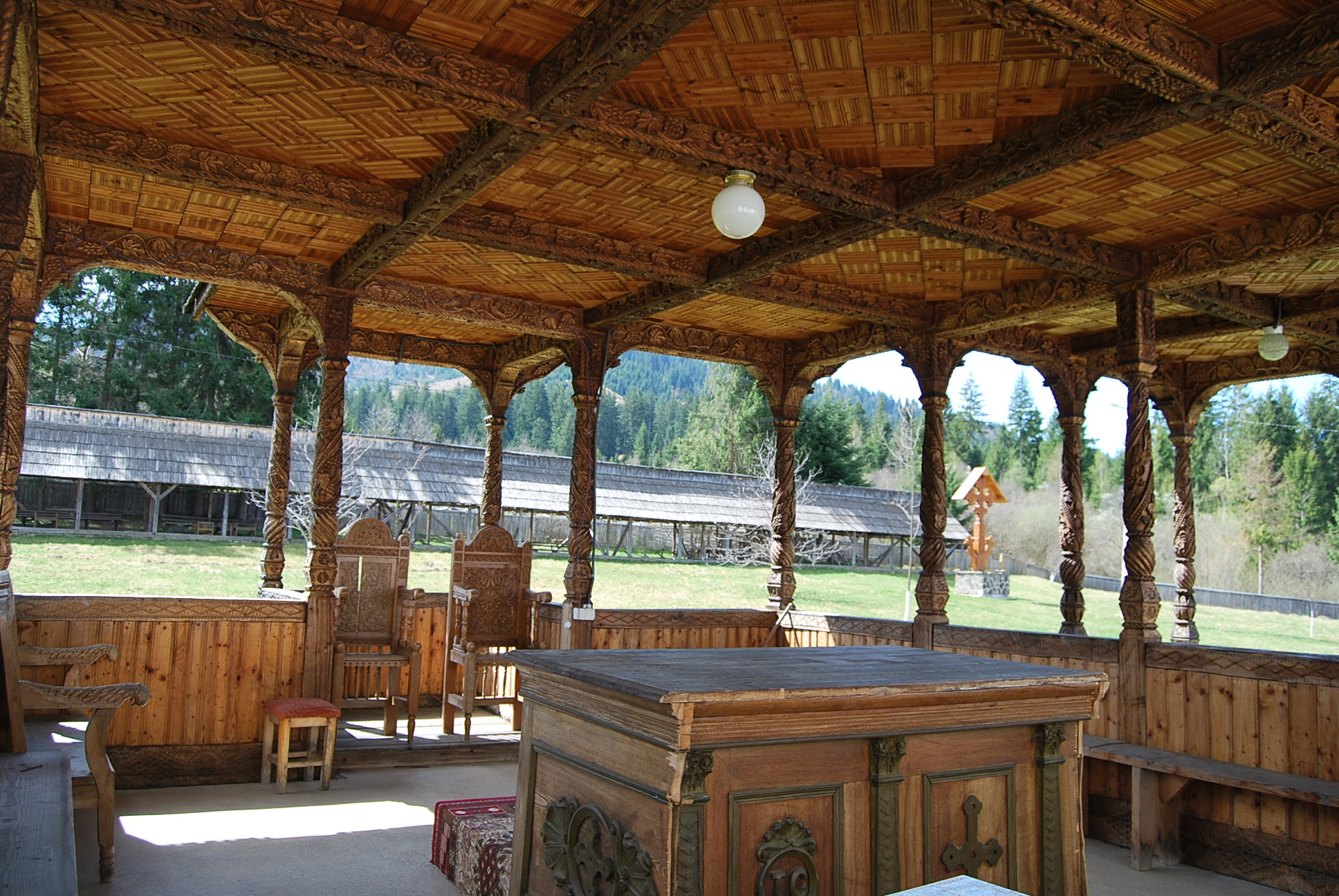
Interiorul altarului de vară de la Mănăstirea Moisei

Se amintește că ar fi existat între anii 1391-1734 o episcopie a Maramureșului cu reședința la Moisei. La 1637 este consemnat un episcop misionar pe nume Dumitru Pop. Moiseiul a avut în evul mediu două biserici de lemn, ambele devastate de tătari în anul 1717. Biserica din sus a fost a familiei Vlonga, iar cea din jos, a familiei Pop Coman.. Moiseiul a aderat la unirea religioasă cu Biserica Romei în jurul anului 1700.
Mănăstirea Moisei este atestată de la anul 1599, an în care s-a ridicat biserica de lemn, fiind târnosită mai târziu, în 1672, de Mitropolitul Sava Brancovici de la Bălgrad, și închinată ca metoc Mănăstirii Putna. Pictura din interior s-a făcut pe la 1699-1700. Actuala biserică de lemn a fost construită peste cea veche pe la 1750, conform „Șemantismul Bisericii greco-catolice” din 1900. Pictura de pe iconostas afost făcută în 1792, fiind scrisă cu litere chirilice. Mănăstirea Moisei cumpără în 1727 un Antologhion „în zilele Măriei Sale luminatul Domn Mihai Rakoviță”, iar în 1745 cumpără un triod „în zilele Măriei Sale luminatului Domn Nicolae Voievod (Mavrocordat)”. Mănăstirea veche de lemn din Moisei mai are doar patru icoane cu pictura pe lemn din secolul al XVIII-lea. Biserica cea mare de zid (greco-catolică) a mănăstirii a fost construită la 1910.
Un anume Vasile Hojda din Maramureș (probabil din Moisei) cutreiera satele de pe Valea Someșului Mare, pictând între altele și biserica din Leșu Ilvei, unde în 1785, compune un pomelnic al ctitorilor, scris în roșu și cu meșteșug, precum și icoana unui sfânt, ce se păstrează azi în Muzeul Grăniceresc din Năsăud, .
În toamna anului 1948 călugării greco-catolici (bazilieni) de la Mănăstirea Moisei, împreună cu starețul Lucian Pop, au fost arestați, în contextul scoaterii în afara legii de către autoritățile comuniste a Bisericii Române Unite, Greco-Catolică. În locul lor a fost adus un călugăr ortodox, mănăstirea căpătând statut de parohie. În prezent, mănăstirea este revendicată de Episcopia Greco-Catolică a Maramureșului.

Bisericile satului
După „Șemantismul Bisericii greco-catolice” din 1900, în Moisei existau 2475 greco-catolici, din care 1773 în centru, 360 la Negru, 220 la Dragoș și 122 la Lunca de Jos, 6 romano-catolici și 1095 evrei, deci o populație de 3576 de suflete. În anul 1932 erau în comună 5014 suflete, din care 3774 greco-catolici, 11 romano-catolici, 4 ortodocși, 7 calvini, 64 pocăiți (care aveau casă de rugăciuni), 1154 evrei cu o sinagogă și două case de rugăciuni.
Biserica din Centru
Vechea biserică din centrul satului a fost zidită între anii 1840-1848 de comunitatea greco-catolică a satului, pe locul alteia mai vechi, din lemn, din secolul al XIV-lea, cu hramul „Cuvioasa Paraschiva”. În anul 1912, i s-a adăugat tinda cu turnul-clopotniță sub păstorirea Preotului Alexandru Coman (m. 1922). Biserica se mărește si îsi ridică un nou turn, când se repară și școala din ulița bisericii, care îi aparținea, cu suma de 50.000 de coroane, provenită prin vânzarea unor păduri, prin mijlocirea notarului Coman Iuliu, s-a dăruit bisericii prin composesorat.
După anul 1948, când Biserica greco-catolică a fost interzisă de autoritățile comuniste, vechea biserică parohială a satului a fost preluată de către Biserica Ortodoxă Română. În 1964 aceasta a fost rezugrăvită în interior și exterior prin grija Preotului paroh Mihai Oprișan. După venirea preotului Toma Păunescu, în anul 1972, s-a vopsit acoperișul de tablă, s-a completat pictura de pe bolți, s-a zidit Sfânta Masă, s-a recondiționat iconostasul și a fost retârnosită de Teofil Herineanu, Arhiepiscopul Clujului, în data de 14 octombrie 1972, cu ocazia aniversării a 124 de ani de la zidire.
În anul 1974, preotul paroh Toma Păunescu a realizat o poartă maramureșeană la intrarea în biserică, sculptată în lemn de stejar masiv, de Gheorghe Popilean și de dulgherul Vasile Tomoiagă.
In 1990 s-a demolat vechea casă parohială, care a fost cuprinsă de igrasie și s-a construit o nouă casă parohială cu etaj și cu o sală mare la parter pentru oficierea de activități religioase, un rol deosebit avându-l preotul Dumitru Timiș, care împreună cu membrii consiliului bisericesc (curatorii) au convins credincioșii de importanța unei case parohiale noi și moderne.. În anul 1992 s-au luat măsuri pentru a se repicta biserica. în acel an a fost dată tencuiala veche jos, până la zidul de piatră și s-a tencuit din nou. S-a construit un balcon în care stă corul bisericesc. În 1994 s-a executat pictura, s-a confecționat un altar sculptat, scaune și uși sculptate și alte obiecte în biserică, realizate de sculptorii din localitate și de către unii moldoveni.
Cu sprijinul credincioșilor s-a construit o biserică de lemn și la Lunca de Jos. Preotul Dumitru Timiș a fost inițiatorul și organizatorul tuturor lucrărilor până la terminarea ei.
Parohia de la Izvorul Dragoș
Din studierea arhivei bisericii din centru reiese că din vânzarea pădurii de pe Măgura Mare, o anumită sumă s-a alocat pentru construirea unei noi biserici (greco-catolice), la Dragoș, care a început în anul 1934, preot fiind Părintele Andrei Coman și s-a terminat în anul 1940 de către preotul Gavril Nap .
Biserica fiind făcută din lemn, în anul 1948 s-a observat că a început să putrezească spre fundație. Acest lucru reiese din actul 103/1948, prin care se solicită Ocolului Silvic Vișeu 100 mc lemn din pădurea bisericii de la Izvorul Dragoș. Actul a fost emis la 14 august 1944.
La început, cantor (diac) a fost Toader Vuvu Tomoioagă, căruia i s-a stabilit ca plată 100 kg de porumb și o pereche de opinci și i s-a acordat timp de cinci ani clejia „Preluca Popească” de pe Măgura Mare,care producea patru căruțe de fân pe an. Crâznic a fost Dumitru Cucu, care a primit plată 500 de lei și iarba din cimitirul bisericii.
Într-un alt proces-verbal, sub numărul de înregistrare 12 din 5 iulie 1929, era făcută o cerere din care reiese că preotul Andrei Coman solicită un împrumut de 12000 de lei de la Banca Poporală "Dragoș" pentru cumpărarea unui teren de cimitir (posibil să fie vorba de cimitirul de la Dragoș), unde, pe vremea acestui preot, construcția bisericii se afla ]n derulare.
In anul 1947, la 30 iunie, parohia de la Izvorul lui Dragoș avea 1853 de credincioși greco-catolici, din care 912 bărbați și 941 femei.
Din actul 104/1943 reiese că iconostasul de la biserică a fost luat sub formă de împrumut de la capela Liceului Dragoș Vodă din Sighet și astfel, se solicita să fie înapoiat.
După anul 1948, când Biserica greco-catolică din România a fost interzisă, iar lăcașurile de cult au fost confiscate și preluate de Biserica Ortodoxă Română, la Izvorul Dragoș, ia naștere, în 1955, o parohie ortodoxă.
După venirea preotului paroh Ioan Paul Tomoiagă, datorită numărului destul de mare de credincioși, s-a considerat că este nevoie de o nouă biserică parohială. El a început discuțiile cu consilierii (curatorii) și apoi cu credincioșii, care au căzut de acord  să construiască o nouă biserică. S-au întâmpinat mari greutăți din partea regimului comunist din acele vremuri, activiștii de partid nefiind prea încântați de construirea unei noi biserici în localitate. Însă preotul și credincioșii, hotărâți, au început să ridice noua biserică în jurul celei vechi. Construcția a început în anul 1984 și s-a terminat abia în anul 1991. 
In anul 1992 a avut loc sfințirea lăcașului de cult, când au participat un  număr mare de credincioși,  mulți fiind veniți din comunele învecinate. Slujba religioasă a fost oficiată de un sobor de 70 de preoți conduși de Preafericitul Teoctist Arăpașu - Patriarhul României, P.S. Iustinian Chira, episcopul Maramureșului, P.S. Ioan Mihălțan, episcop de Oradea, P.S. Casian Crăciun, episcop al Galațiului, P.S. Calinic, episcop de Argeș, în prezența a mai multor personalități ai autorităților județene și locale. Meritul preotului Ioan Paul Tomoioagă este acela că reușit mobilizarea credincioșilor la aprovizionarea cu materiale și la munca efectivă pentru construcție.
În anul 1993 a început și ridicarea unei noi case parohiale moderne, fiind rezolvată totodată și situația terenului pentru un nou cimitir.

Alte culte religioase
Adventiștii de ziua a șaptea au apărut în Moisei după primul război mondial. Primii au venit din Rusia, unde au fost prizonieri. După statisticile Bisericii Greco-Catolice, numărul lor era de 99 în anul 1941, ajungând să fie în jur de 490, în anul 1992. La început, ei s-au rugat prin casele credincioșilor. Abia în 1946 și-au construit prima casă de rugăciuni pe ulița hrișcenilor, din lemn. În anul 1958 a fost reconstruită din cărămidă, iar în anul 1987 s-a mărit din cauza creșterii numărului de credincioși.
În 1990, din cauza creșterii numărului de credincioși și mai ales din cauza distanțelor mari față de casa de rugăciuni, comunitatea a hotărât să construiască mai mult case de rugăciuni. Astfel, în anul 1990 s-a construit una la Izvorul Dragoș, iar alta, în anul 1993, la Lunca Păroșii (Lunca de Jos). Imobilul de la Dragoș s-a construit din cărămidă, iar cel de la Lunca, din lemn. Tot în anul 1993 s-a construit o altă casă de rugăciuni la Izvorul Negru, tot din lemn, pentru adventiștii de ziua a șaptea - mișcarea pentru reformă.
Cultul penticostal a apărut în comună în anul 1963, având casă de rugăciune în casa lui Horj Dumitru a Lupului, iar prin 1982 s-a divizat și și-au făcut casă de rugăciune la Coman Ioan Vătăjelu, lângă podul de sus, iar în anul 1994 au început construcția unei case de rugăciune în centrul comunei, lângă Dumitru Zmărăndău, o casă construită din cărămidă.
Cultul mozaic - cultul religios al evreilor a apărut odată cu venirea evreilor în Moisei, la începutul secolului al XlX-lea, având o sinagogă și două case de rugăciuni. Sinagoga a fost acolo unde este casa învățătorului Leordean Ioan, o casă de rugăciune unde este casa învățătorului Horj Gheorghe și alta unde este locuința lui Tomoioagă Ștefan Șlică, fiul lui Ștefan împușcat la Moisei. Din statisticile Bisericii Greco-Catolice, evoluția evreilor se prezintă astfel: în anul 1932 erau 1154 evrei, iar în 1947, 158 evrei, în anul 1944 au fost duși în lagăre 1515, dintre care s-au întors foarte puțini. în 1955 au început să-și facă formele de plecare în statul Israel. În prezent nu există în localitate niciun evreu. Există un cimitir bine îngrijit de comunitatea evreiască din România.

## Învățământul
Începuturile învățământului în Maramureș datează din perioada evului mediu. Cele mai vechi locașuri de cultură au fost și aici bisericile și mănăstirile. Cum spunea Nicolae Iorga: “Tinda bisericii și masa preotului au fost cea mai veche școală de învățătură a neamului nostru”.
În aceste școli mănăstirești s-au realizat primele traduceri în românește a celor dintâi cărți bisericești.
Prima școală a fost înființată în Moisei pe lângă mănăstirea din localitate, în anul 1694.
Iată câteva însemnări ale unor dieci care au învățat la școala de la Mănăstirea Moisei: "Scris-am eu dascălul Ioniță Faga, când am șezutu la Mănăstirea Moisei”, “Eu dascălul Iunta din Eudu când am șezutu la Mănăstire...anul de la a lui Hristos naștere 1697”, “Scris-am eu Ioan diacu...1737”.
Învățământul preșcolar a existat înaintea primului război mondial, educatoare fiind Andoroaie și Luci Drăgan. 
La Moisei apare școală la 1781, pe baza edictului de toleranță Norma Regia, dat de Iosif al II-lea. În anul 1856 s-a înființat școala confesională greco-catolică pentru fiii de poporeni, iar în 1866 s-a construit școala de pe ulița bisericii. Școala de la Mocirău a fost construită înaintea primului război mondial și a fost incendiată de horthyști în anul 1944.
Dascălii care i-au învățat carte pe moiseieni până în 1921 au fost:
- 1856-1860 - Dan Laurențiu
- 1860-1873 - Alexa, zis Bulbuc
- 1874-1875 - Georgie Vlonga
- 1875-1876 - Augustin Ivașcu
- 1876-1877 - Găvrilă Rakoczi
- 1877-1880 - Ilie Grad
- 1880-1921 - Coman Andrei (Andor)

În broșura Vârstele școlii 300 ani 1694-1994, Moisei, județul Maramureș, apărută în anul 1994, există o serie de mărturii despre învățământul moiseian.
Perioada cea mai dramatică a fost după Al Doilea Război Mondial, când întreaga comună a fost distrusă de trupele lui Horthy. Moiseienii au reușit să ridice, în perioada anilor 1947-1970, 45 de săli de clasă în cele șapte localuri proprii. 

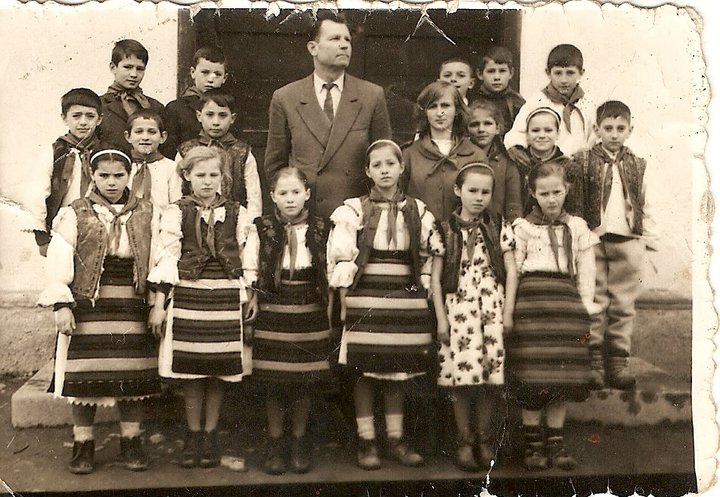
Învățătorul Mazilu Constantin, împreună cu elevii, prin 1960

Învățătoarea Alexandrina Nap descrie acele zile marcate de tragedii, dar și de speranțe: „Îmi aduc aminte de primăvara anului 1939, când am obținut transferul la Moisei, meleaguri cu o natură îmbietoare la viață și la muncă, unde m-am alăturat câtorva cadre inimoase care se străduiau să ridice nivelul de pregătire al copiilor harnicilor gospodari. N-am reușit să-mi cunosc bine colegii, că peste noi au venit nenorocirile celui de-al doilea război mondial. Bărbații au fost concentrați, iar noi, femeile,“ lucram în două serii, una dimineața, alta după-masă. Frecvența copiilor era slabă, elevii fiind angajați ca slugi la vite. Cărțile școlare erau scumpe, nici nu se găseau, fapt care influența negativ procesul de învățământ. Lucram într-o casă închiriată, clădirea școlii fusese rechiziționată și apoi distrusă în timpul războiului, iar în vara anului 1944, împreună cu locuitorii comunei, atât noi, cât și elevii am fost evacuați pe satele de pe Valea Izei. În acest context,am reușit cu greu să salvez arhiva școlii, gândindu-mă să nu ni se piardă urma. 
În anul 1946, a venit ca învățător Constantin Mazilu și ca suplinitoare doamna Magdalena Lostun, precum și doamna profesoară de română Irina Bercea, cu care am organizat cursurile școlare și în zona Izvorul Dragoș, începând cu 1 februarie 1947. 
Astăzi e greu să se înțeleagă ce înseamnă să ai în clase materiale didactice, câte două table pentru demonstrații, nu să folosești drept tablă ușa clasei.”
O altă mărturie despre școala din Moisei îi aparține învățătoarei Livia Lungu: "La acest ceas de aniversare a celor 300 de ani de începuturile învățământului în localitate, împreună cu colegii care împlinim 40 de ani de la absolvirea clasei a VII-a, îmi aduc aminte cu emoție de anii fericiți ai copilăriei, de prima zi de școală, când am fost primiți cu căldură și grijă părintească de bunul nostru dascăl, domnul învățător Mazilu Constantin.
Multe și frumoase sunt amintirile ce ne leagă de școala noastră, dar parcă cele mai captivante se leagă de orele de limba și literatura română în care Doamna Profesoară Irina Bercea ne-a valorificat, cu un farmec literar aparte, legendele, obiceiurile și datinile locale, creații populare care îmbogățesc minunatul nostru folclor.
După exemplul Domniei Sale, al instruirii pedagogice ce mi-am format-o, ca și a moștenirii sufletești din familie, în cei treizeci și șase de ani de activitatea didactică-educativă mi-am rezemat activitatea educativă, pe lângă materialele instructiv-educative generale, pe valorificarea atrăgătoare a bogatelor tradiții locale. Mă refer la variantele locale ale nestematei creații românești Miorița care și aici la Moisei, ca la tot românul consfințește înfrățirea pentru vecie a românului cu plaiurile natale, reflectă credința în viața veșnică de după moarte, ceea ce l-a făcut și pe moiseian creator de valori materiale și spirituale perene.
Alături de Miorița, ca valoare de simbol, se situează la noi și Balada Măricuței, auzită de la bunica mea, în care se transmite amintirea Uriașului cu cele două fiice ale sale din seminția Dacilor Mari, în care una dintre fiice, Măricuța, făcându-se mai mică, cu voia lui Dumnezeu, s-a căsătorit cu un latin găsit pe un ogor la arat, ceea ce simbolizează conștiința originilor daco-romane ale românilor maramureșeni.
Denumirile toponimice foarte vechi locale mi-au dat prilejul ca, împreună cu copiii, să realizez mici povestioare pentru dezvoltarea imaginației și a vocabularului, dar și pentru cunoașterea adevărurilor. Amintesc aici doar cele mai semnificative denumiri: Alac, Valea Poulenilor, Troian, Izvorul lui Dragoș, Izvorul Negru, Valea Bourului, Chiciura, Bătrâna etc.
Portul nostru popular, unicitate în bogăția obiectelor și în colorit, adevărat certificat de naștere al moiseienilor, mi-a dat prilejul să mă inspir la lecții și încercând, împreună cu mamele elevilor, să-i învăț și pe copii să confecționeze asemenea obiecte de îmbrăcăminte și obiecte populare.
Am convingerea că atât timp cât se va păstra, îmbogăți și perpetua portul nostru popular românesc, fără a fi refractari la modern, spiritualitatea românească moiseienească va dăinui peste veacuri. Cu acest crez am crescut și eu, în aceste convingeri i-am crescut pe elevii mei, aceleași convingeri și credințe le urez și generațiilor viitoare de elevi și dascăli."
Directorii școlilor din Moisei în perioada 1880-1994
| Nr. crt. | Numele și prenumele     | Școala unde a fost director |
| -------- | ----------------------- | --------------------------- |
| 1.       | Coman Andor             | Centru                      |
| 2.       | Văleanu Emil            | "                           |
| 3.       | Nap Alexandrina         | "                           |
| 4.       | Mazilu Constantin       | "                           |
| 5.       | Boieru Gheorghe         | "                           |
| 6.       | Nap Mihai               | "                           |
| 7.       | Coman Gheorghe          | "                           |
| 8.       | Lungu Vasile            | "                           |
| 9.       | Ștețcu Toader           | "                           |
| 10.      | Bercea Irina            | Izvorul lui Dragoș          |
| 11.      | Arsentescu Gheorghe     | "                           |
| 12.      | Moț Ioan                | "                           |
| 13.      | Mihali Dumitru          | "                           |
| 14.      | Ilieș Mara              | "                           |
| 15.      | Alb Viorel              | "                           |
| 16.      | Tomoiagă Grigore Pricop | "                           |
| 17.      | Coman Gabriela          | "                           |
| 18.      | Nap Mihai               | Izvorul Negru               |
| 19.      | Sărsăman Gavril         | "                           |
| 20.      | Leordean Ioan           | "                           |
| 21.      | Ștețcu Toader           | "                           |
| 22.      | Mihalca Nastasia        | "                           |
| 23.      | Coman Maria Elena       | "                           |
| 24.      | Motântan Domnița        | Lunca Păroșii               |
| 25.      | Lungu Vasile            | "                           |
| 26.      | Coman Victoria          | "                           |
| 27.      | Mureșan Tiberiu         | "                           |
| 28.      | Bercea Irina            | "                           |
| 29.      | Coman Nița              | "                           |
| 30.      | Coman Elena             | "                           |

## Sportul
Echipa de fotbal Zorile Moisei a fost înființată în anul 1982, la inițiativa domnului Grigore Tomoiagă, secretar al comunei Moisei, care a și amenajat terenul de fotbal în locul numit Livadă. La început, echipa de fotbal a fost înscrisă în Campionatul Teritorial, zona Vișeu, obținând rezultate foarte bune, după care a promovat, în anul 1985, în Campionatul Județean, unde activează și în prezent.
În toate edițiile de campionat, echipa de fotbal s-a clasat în primele 5 locuri, iar în ediția 2010-2011 a ocupat locul 2. De asemenea, în anul 2011, Zorile Moisei s-a calificat în Finala Cupei României în județul Maramureș. jucând ultimul act cu echipa Spicul Ardusat. Echipa care a jucat în finală a avut următoarea componență: Gheorghe Gavrilcea - Răzvan Horj (52, Alexandru Mazilu), Mihai Simoniak, Ștefan Cut, Alexandru Augustin, Ionuț Pop, Daniel Tomoiagă, Andrei Vlășan, Attila Piroska, Gheorghe Mihali, Ionuț Smical (82, Traian Mâț). Antrenor: Ioan Tomoiagă. Nu au evoluat: Ioan Timiș, Toader Horj, Florin Tomoiagă, Vasile Hojda, Ion Urda.
În ediția 2012-2013, echipa are ca obiectiv clasarea pe locul I și participarea la barajul de promovare în divizia C.
În prezent, la conducerea echipei se află Ioan Tomoiagă (Jan), care este și profesor de sport la școala din localitate.

## Masacrul de la Moisei
Pe 14 octombrie 1944 a avut loc Masacrul din Moisei.

## Monumentul Eroilor de la Moisei
În memoria celor uciși de trupele horthyste, sculptorul Vida Geza a ridicat în 1966 un ansamblu de 12 figurine de lemn, dintre care 10 reprezintă măști tradiționale maramureșene iar celelalte 2 reprezintă chipuri umane. Din cauza climei umede din zonă, lemnul s-a deteriorat și a început să se fisureze, așa că artistul a refăcut monumentul din piatră.
Monumentul este completat cu o placă comemorativă, în care este săpat textul: "S-a ridicat acest monument în memoria celor 29 de patrioți români uciși miselește de hortiști la 14 octombrie 1944. Glorie și veșnică recunoștință patrioților care s-au jertfit pentru libertatea României." 
Pentru a ajunge la monumentul amplasat pe o colină, trebuie urcate 44 de trepte, un număr ce simbolizează anul în care a avut locul unul dintre cele mai violente masacre antiromânești.

## Obiective turistice
- Rezervația naturală Izvorul Bătrâna (0,5 ha).
- Parcul Național Munții Rodnei cu Vârful "Pietrosul" (2303m)
- Monumentul Eroilor
- Mănăstirea Moisei (1600)